# Maretto
Maretto – miejscowość i gmina we Włoszech, w regionie Piemont, w prowincji Asti.
Według danych na styczeń 2009 gminę zamieszkiwało 397 osób przy gęstości zaludnienia 81,7 os./1 km².